# گاما مرغ بهشتی
گاما مرغ بهشتی یک ستاره است که در صورت فلکی مرغ بهشتی قرار دارد.